# Район Кіта (Саппоро)

43°03′ пн. ш. 141°21′ сх. д. / 43.050° пн. ш. 141.350° сх. д.
Райо́н Кіта́ (яп. 北区, きたく, МФА: [kʲi̥ta ku̥], «Північний район») — район міста Саппоро префектури Хоккайдо в Японії. Станом на 1 жовтня 2008 року площа району становила 63,48 км². Станом на 31 березня 2017 населення району становило 284 243 осіб.

## Освіта
- Хоккайдоський університет (головний кампус)
- Хоккайдоський педагогічний університет (головний кампус)